# جويس فنسنت ويلسون
جويس فنسنت ويلسون (بالإنجليزية: Joyce Vincent Wilson)‏ هي موسيقية ومغنية أمريكية، ولدت في 14 ديسمبر 1946 في ديترويت في الولايات المتحدة.

## وصلات خارجية
- جويس فنسنت ويلسون على موقع IMDb (الإنجليزية)
- جويس فنسنت ويلسون على موقع ميوزك برينز (الإنجليزية)
- جويس فنسنت ويلسون على موقع ديسكوغز (الإنجليزية)